# Dilem (Gondang)
Dilem is een bestuurslaag in het regentschap Mojokerto van de provincie Oost-Java, Indonesië. Dilem telt 217 inwoners (volkstelling 2010).